# Orphnus rufulus
Orphnus rufulus är en skalbaggsart som beskrevs av Karl Henrik Boheman 1857. Orphnus rufulus ingår i släktet Orphnus och familjen Orphnidae. Inga underarter finns listade i Catalogue of Life.